# Madison Carabello
Madison Carabello et sa sœur jumelle Miranda sont des actrices américaines nées le 28 juillet 2002.

## Biographie
Elles incarnent à tour de rôle le personnage de Marie Dubois, la plus jeune des filles d'Allison DuBois (interprétée par Patricia Arquette), dans la série américaine Medium depuis l'âge de 2 ans.
Elles jouent dans la série Pretty Little Liars à deux reprises (deux petites filles dans une histoire que Allison raconte et une petite fille perdue (ou morte) dans la maison d'Ashley Marin), pour les épisodes de Halloween.

## Filmographie
- 2005-2011 : Médium : Marie Dubois (40 épisodes)
- 2011-2012 : Pretty Little Liars : Alice / Jumelle (2 épisodes)